# Кубок домашних наций 1883
Кубок домашних наций 1883 (англ. 1883 Home Nations Championship — Чемпионат домашних наций 1883) — первое в истории официальное крупное международное соревнование по регби, которое стало прародителем современного регбийного Кубка шести наций. Победителем турнира стала сборная Англии, она же первой завоевала Тройную корону (хотя в то время этот термин не использовался) и Кубок Калькутты (личная победа над Шотландией).

## Итоги турнира
| Место | Сборная   | Игры     | Игры   | Игры  | Игры      | Очки в матчах** | Очки в матчах** | Очки в матчах** | Очки в турнире |
| Место | Сборная   | Сыграно* | Победы | Ничьи | Проигрыши | Забито          | Пропущено       | Разница         | Очки в турнире |
| ----- | --------- | -------- | ------ | ----- | --------- | --------------- | --------------- | --------------- | -------------- |
| 1     | Англия    | 3        | 3      | 0     | 0         | 3               | 0               | +3              | 6              |
| 2     | Шотландия | 3        | 2      | 0     | 1         | 4               | 1               | +3              | 4              |
| 3     | Ирландия  | 2        | 0      | 0     | 2         | 0               | 2               | −2              | 0              |
| 3     | Уэльс     | 2        | 0      | 0     | 2         | 1               | 5               | −4              | 0              |

*Матч между командами Ирландии и Уэльса не был сыгран, поскольку его результат уже не влиял на ход турнира.

**По регламенту турнира в матче начислялось очко только за забитый гол (перед ним нужно было реализовать попытку обязательно), а подсчёт попыток вёлся в том случае, только если матч заканчивался вничью.

## Сыгранные матчи
- 16 декабря 1882, Суонси: Уэльс 0:2 Англия
- 8 января 1883, Эдинбург: Шотландия 3:1 Уэльс
- 5 февраля 1883, Манчестер: Англия 1:0 Ирландия
- 17 февраля 1883, Белфаст: Ирландия 0:1 Шотландия
- 3 марта 1883, Эдинбург: Шотландия 0:0 (1:2 по попыткам) Англия